# Sabulodes olifata
Sabulodes olifata är en fjärilsart som beskrevs av Guedet 1939. Sabulodes olifata ingår i släktet Sabulodes och familjen mätare. Inga underarter finns listade.